# De la Pole Margit kendali grófnő
De la Pole Margit,  Margaret de la Pole, franciául: Marguerite de la Pole, Candale-i Anna apai nagyanyja.

## Élete
Az anglo-normann eredetű  családból származó De la Pole Margit (Margaret de la Pole) De la Pole János (–1429) és bizonyos Szicíliai Mária (Marie dite de Sicile) lánya. Férje a Foix grófságot birtokló Grailly-családból származó I. János (1410 után–1485), Benauges grófja, Castillon algrófja, Buch ura VI. Henrik angol királynak mint francia királynak a szolgálatába szegődött, és lett angol alattvalóvá, kapott angol feleséget és angol nemességet, és az angol főnemesség tagjai sorába emelkedett. Margit kezével, akivel 1440 körül kötöttek házasságot, a Kendal grófi címet nyerte el 1446-ban. A Kendal grófság sohasem létezett, úgy ahogy például a Foix grófság. A Kendal grófja cím földbirtok nélküli üres titulus volt, melyet több alkalommal is felélesztettek, többnyire a királyi családdal kapcsolatban levő vagy azzal kapcsolatba kerülő egyének számára. Margit férjéé volt a harmadik ilyen létrehozása.  Közben pártfogója, a de la Pole család feje, Margit nagybátyja, de la Pole Vilmos (1396–1450) a királyi családnak tett szolgálataiért a Suffolk hercege címet kapja 1448-ban, de ellenfelei elérték, hogy államellenes összeesküvés vádjával letartóztassák, és kivégezzék 1450-ben. Sorsa unokahúga családjára is kihatott, hiszen sohasem kerül parlamenti megerősítésre az ő grófi címük, és hivatalosan nem foglalhatta el helyét Foix János mint Kendali János az angol parlament felsőházában sem. VI. Henrik 1461-es angliai trónfosztása után pedig a „másik” francia király, XI. Lajos (1423–1483) szolgálatába állt, és neki tett hűbéresküt 1462-ben. Ennek következtében végleg elvesztette angol alattvalói státuszát és címeit, de ő továbbra is használta a Kendal grófja címet, most már francia helyesírással Candale formában, és továbbörökítette azt utódaira, így fiára, Gaston Jánosra, Candale-i Anna apjára, akik a Candale-i ágat képviselték a Foix-Grailly-házon belül.
Az uralkodó váltás miatt az angol Kendal grófja cím elveszett, a francia Candale gróf címmel kárpótolta őket a francia uralkodó.
Margit családja, a de la Pole-ok az angol trónra is pályáztak. De la Pole Margitnak az elsőfokú unokatestvére, de la Pole János (1442–1492), Vilmos suffolki herceg fia, Yorki Erzsébetet (1444–1503/1504), IV. Edward és III. Richárd angol királyok nővérét vette feleségül. III. Richárd pedig a fia halála után unokaöccsét, az ifjabb de la Pole Jánost (1462–1487) jelölte ki örökösévé. Ő a nagybátyja bukása és halála után már nem tudta elfoglalni a trónt, viszont a de la Pole-család nem adta fel a trón megszerzésének tervét a Tudorokkal szemben, de ez a család több férfi tagjának is az életébe került, akik így a Towerben végezték. A család egyik tagja, de la Pole Richárd (–1525) angol trónkövetelő Magyarországon is megfordult, hiszen 1507. április 14-én még Budáról keltezi egyik levelét, aki a magyar udvarban keresett és kapott is menedéket magyar királyi rokonainál. II. Ulászló VII. Henrik (1457–1509) angol király többszöri határozott követelésére sem adta ki felesége unokatestvérét Angliának, aki így megmenekült attól, hogy bátyái sorsára jusson.
Margit a de la Pole családból való való származása következtében a bennszülött walesi hercegekig is vissza tudja vezetni a családfáját. Ő ugyanis II. (Nagy) Llywelynnek (Llywelyn Fawr) (1173–1240), Gwynedd királyának és az egyesített Wales hercegének 11. leszármazottja, lánya, Gwladus Ddu (Fekete (szemű) Gwladus) (–1251) révén. Fekete (szemű) Gwladusnak a második férjétől, Ralph Mortimertől (1246) született Roger (1231–1282) fia jelenti a közvetlen kapcsolatot a walesi herceg és Anna között. Ugyanakkor a Walest 1282-ben elfoglaló I. Edward (1239–1307) angol királyig is vissza tudja vezetni a családfáját annak Johanna (1272–1307) nevű lánya révén, aki második férje, Gilbert de Clare (1243–1295), Gloucester grófja által lett Anna közvetlen felmenője. Margit I. Edwardnak a 7. leszármazottja.
A de la Pole-ok Írország királyainak és főkirályainak szintén leszármazottai. Brian Boru Mac Cennetignek (941–1014), Írország főkirályának és Munster királyának, az ír nemzeti hősnek a 17. leszármazottja. Brian Boru lányunokájától, Dervorgillától (–1080) a férje, Diarmaid Mac Maoil na mBó, Leinster királya (–1072) által származik le Diarmaid Mac Murchadha (angol változatban: Dermot Mac Murrough) (1110–1171), Leinster királya, aki behívta az anglo-normannokat az országba, és aki ezzel a tettével elindította Írország angol megszállását. A lányán, Éva (Aoife) hercegnőn keresztül, aki Richard FitzGilbert de Clare-hez vagy ismertebb néven „Strongbow”-hoz, Pembroke grófjához, az angol expedíciós sereg vezetőjéhez ment feleségül, volt Margit kendali grófnő Diarmaid Mac Murchadha királynak a 11. leszármazottja.
Margit grófnő és Foix János házasságából négy gyermek született. Egyik lánya, Foix Margit II. Lajos saluzzói őrgrófhoz ment feleségül. Foix Margit kísérte el az idősebb fiától, II. Gaston János candale-i gróftól született unokáját, Annát a Franciaországból Magyarországra tartó útján 1502-ben Saluzzóból a Velencei Köztársaságig. Még megérte a jövendőbeli magyar királyné születését 1484-ben, de csak egy évet élt még utána. Castelnau-de-Médoc templomában van eltemetve férjével együtt.

## Gyermekei
- Férjétől, I. (Foix) János (1410 után–1485) kendali gróftól, 4 gyermek:
  - Gaston János (1448 körül-1500), II. Gaston János néven kendali (candale-i) gróf, 1. felesége Foix Katalin (1460 után-1494 előtt) navarrai királyi hercegnő, 4 gyermek, 2. felesége Albret Izabella (–1530 körül), 4 gyermek+4 természetes gyermek, többek között:
    - (1. házasságából): Candale-i Anna magyar királyné (1484–1506)

  - János (–1521), Meille algrófja Aragóniában, Fleix és Gurson grófja, felesége Villeneuve-i Anna (–1567), 8 gyermek+1 természetes gyermek
  - Katalin (–1510), férje I. Károly, Armagnac grófja (1425–1497), gyermekei nem születtek
  - Margit (1473–1536), férje II. Lajos (1438–1504), Saluzzo őrgrófja, 5 fiú

## Külső hivatkozások
- Les Foix-Candale – 2014. május 13.
- Foundation for Medieval Genealogy/Irish Kings & High Kings Genealogy – 2014. május 13.
- Foundation for Medieval Genealogy/Wales Genealogy – 2014. május 13.
- Seigneurs de Grailly Généalogie – 2014. május 13.
- Foix-Grailly Généalogie – 2014. május 13.
- Foundation for Medieval Genealogy/Foix Genealogy – 2014. május 13.
- Foundation for Medieval Genealogy/De La Pole Genealogy – 2014. május 13.
- Euweb/Foix-Grailly Genealogy – 2014. május 13.